# Barbuligobius boehlkei
Barbuligobius boehlkei е вид лъчеперка от семейство Попчеви (Gobiidae), единствен представител на род Barbuligobius.

## Разпространение
Видът е разпространен в Австралия (Западна Австралия, Куинсланд и Северна територия), Британска индоокеанска територия (Чагос), Индонезия, Малдиви, Провинции в КНР, Сейшели, Тайван, Южна Африка и Япония (Рюкю).